# Хилльборг, Андерс
Андерс Хилльборг (швед. Anders Hillborg; род. 31 мая 1954, Стокгольм) — шведский композитор и музыкальный педагог.

## Биография
Окончил Королевскую Высшую школу музыки в Стокгольме (1982), где среди его учителей был, в частности, Арне Мелльнес. Занимался также под руководством Брайана Фернихоу, бывшего в Стокгольме приглашённым преподавателем. С 1992 года преподаёт в Высшей школе музыки Мальмё. Кроме того, Хилльборг занимает пост композитора-резидента при Филармоническом оркестре Турку.
Среди основных произведений Хилльборга — «Небесная механика» (швед. Himmelsmekanik; 1985) для струнных и ударных, скрипичный (1992), фортепианный (2001) и кларнетный (англ. Peacock tales; 2003) концерты, другие сочинения для симфонического и духового оркестров.